# Der Millionenonkel
Der Millionenonkel è un film muto del 1913 diretto da Hubert Marischka conosciuto in Austria anche con il titolo Der Verschwender.

## Produzione
Il film fu prodotto dalla Sascha-Film del produttore austriaco Alexander Kolowrat che, oltre ad aver partecipato alla realizzazione del film come aiuto regista, appare nel cast interpretando il ruolo del produttore.
La pellicola venne girata nei Lime Grove Studios a Shepherd's Bush di Londra.

## Distribuzione
Distribuito dalla Sascha-Verleih, il film uscì nelle sale cinematografiche austriache il 10 settembre 1913. Venne usato anche il titolo alternativo Der Verschwender.